# Phyllaplysia lafonti
Phyllaplysia lafonti is een slakkensoort uit de familie van de Aplysiidae. De wetenschappelijke naam van de soort is voor het eerst geldig gepubliceerd in 1872 door P. Fischer.